# Maksymus II (patriarcha Antiochii)
Maksymus II – 32. patriarcha Antiochii; sprawował urząd w latach 449–455.